# Makowce
Makowce (Papaverales Dumort.) – rząd głównie roślin zielnych, rzadziej zdrewniałych, wyróżniany w niektórych systemach klasyfikacyjnych roślin okrytonasiennych. W systemach APG od końca XX wieku już nie wyróżniany. Obejmował około 1000 gatunków roślin, które we współczesnych systemach klasyfikacyjnych łączone są w jedną rodzinę makowatych (Papaveraceae).

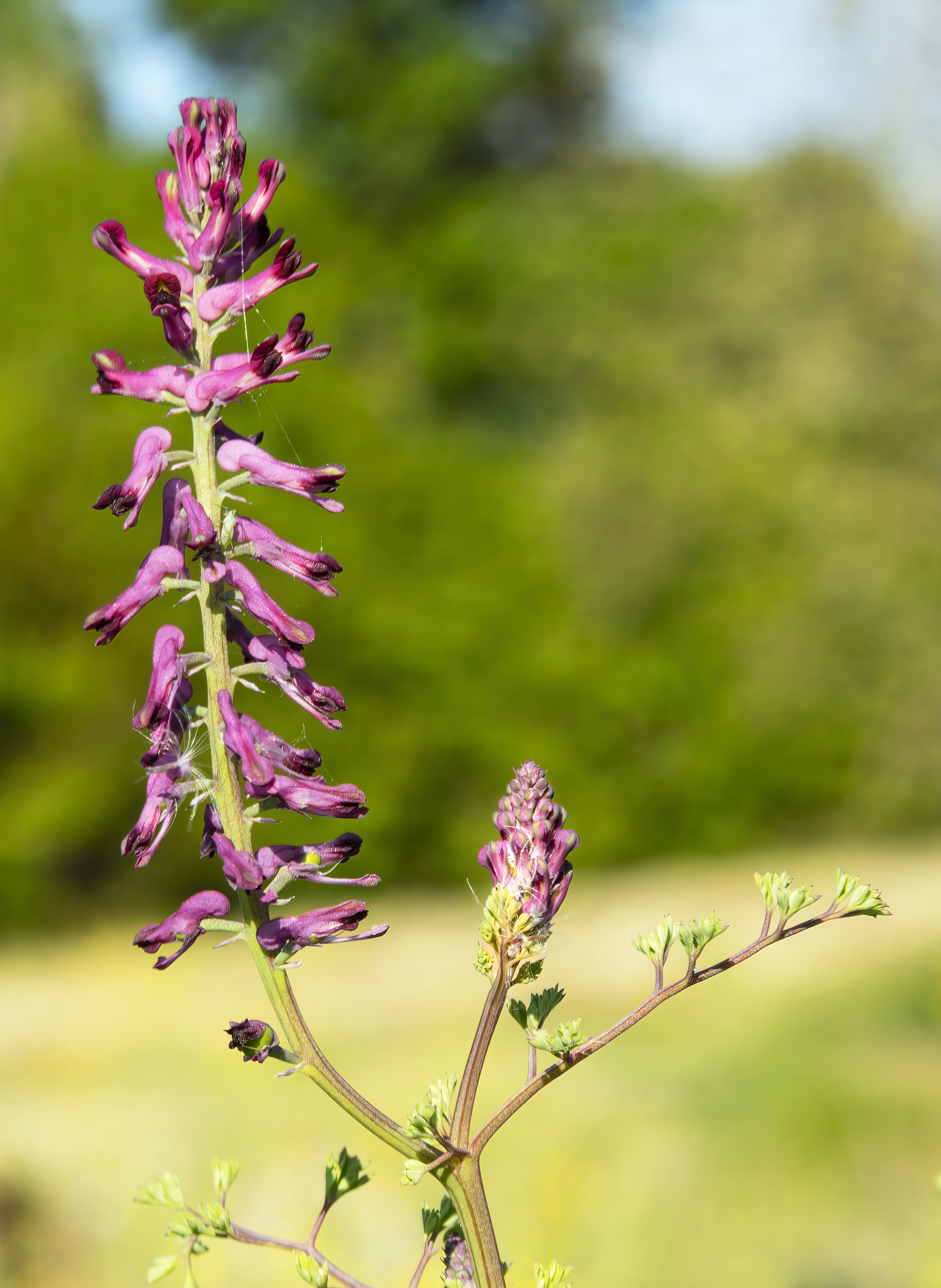
Kwiaty dymnicy pospolitej Fumaria officinalis

## Morfologia
LiścieUłożone skrętolegle. Zwykle są podzielone i nie posiadają przylistków.
KwiatyPromieniste albo dwubocznie promieniste, pręcikowie jest niekiedy kilkakrotne, słupki są zrośnięte z dwóch lub wielu owocolistków.
OwoceTorebki.

## Systematyka
System APG III (2009)
Podobnie jak w systemach wcześniejszych APG I i APG II rząd ten nie jest wyróżniany, a rośliny tu należące włącza się w randze rodziny makowate Papaveraceae do rzędu jaskrowców Ranunculales.
System Reveala (1999)
Gromada okrytonasienne, podgromada Magnoliophytina, klasa Ranunculopsida, podklasa jaskrowe, nadrząd Ranunculanae, rząd makowce.
W obrębie rzędu wyróżnione zostały dwie rodziny: 
- makowate Papaveraceae Juss. 1789
- Pteridophyllaceae (Murb.) Nakai ex Reveal & Hoogland – obejmuje tylko jeden rodzaj Pteridophyllum Siebold & Zucc. 1843 z jednym gatunkiem Pteridophyllum racemosum występującym w Japonii.

System Cronquista (1981)
W obrębie rzędu wyróżniane były dwie rodziny: 
- makowate Papaveraceae
- dymnicowate Fumariaceae